# بوم‌سازگان کوهستانی

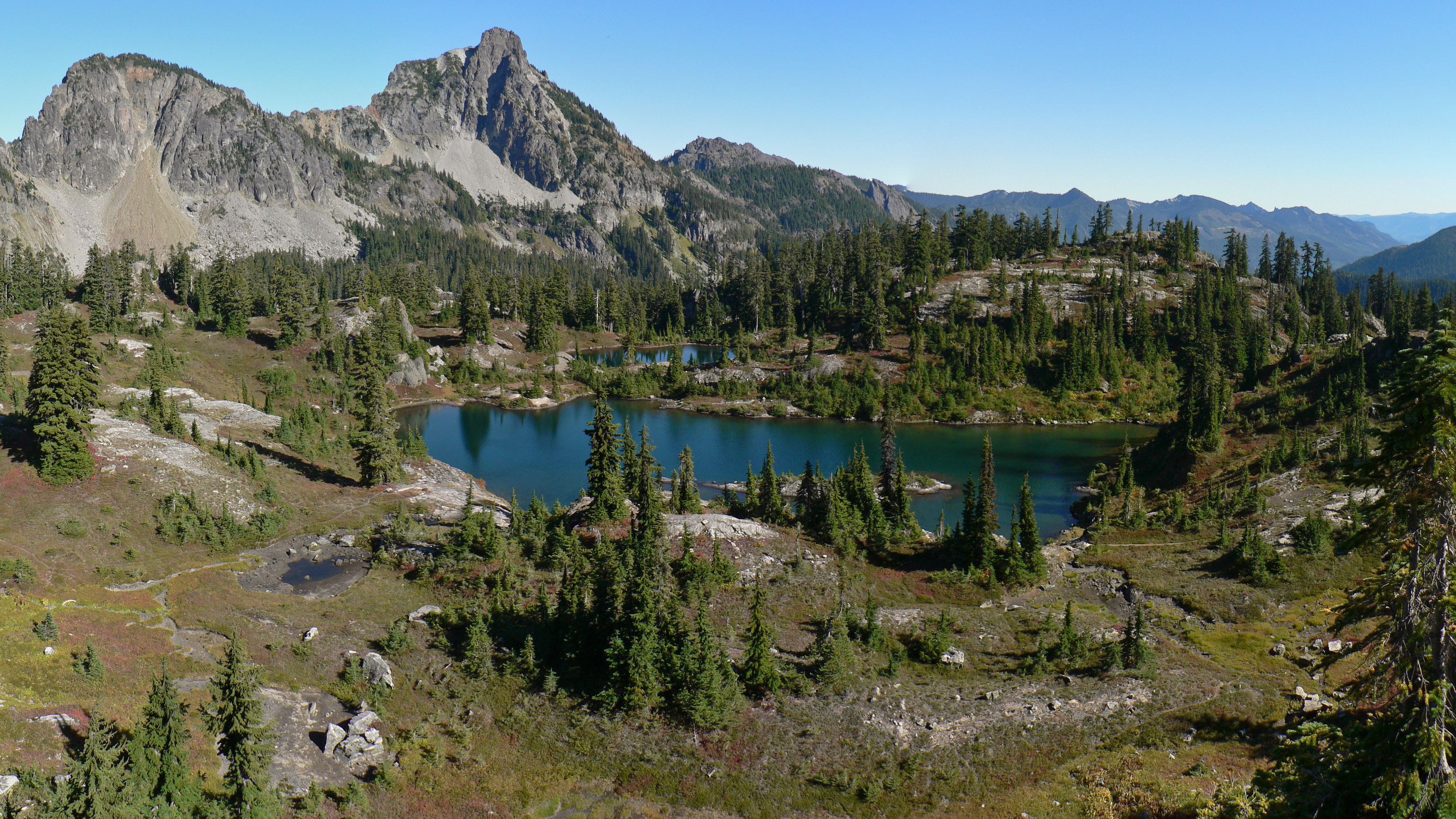
دریاچه‌ای زیرآلپی در رشته کوه کاسکید، واشینگتن، ایالات متحده

بوم‌سازگان کوهستانی در دامنه کوه‌ها یافت می‌شوند. آب و هوای آلپی در این مناطق به‌شدت بر بوم‌سازگان تأثیر می‌گذارد، زیرا با افزایش ارتفاع، دما کاهش می‌یابد و باعث طبقه‌بندی بوم‌سازگان می‌شود. این طبقه‌بندی یک عامل مهم در شکل‌دادن به جامعهٔ گیاهی، تنوع زیستی، فرآیندهای متابولیک و پویایی بوم‌سازگان برای بوم‌سازگان‌های کوهستانی است. جنگل‌های انبوه کوهستانی در ارتفاعات متوسط به دلیل دماهای متوسط و بارندگی زیاد رایج هستند. در ارتفاعات بالاتر، آب و هوا خشن‌تر است، با دماهای پایین‌تر و بادهای بیشتر، مانع از رشد درختان می‌شود و باعث می‌شود که جامعهٔ گیاهی به علفزارها و بوته‌زارهای کوهستانی یا تندراهای آلپی تبدیل شوند. با توجه به شرایط آب و هوایی منحصر به‌فرد در بوم‌سازگان کوهستانی، آن‌ها حاوی تعداد فزاینده‌ای از گونه‌های بومی هستند. بوم‌سازگان کوهستانی، همچنین در خدمات بوم‌سازگان، که شامل ذخیره‌سازی کربن و تأمین آب می‌شود، گوناگون هستند.

## نگارخانه

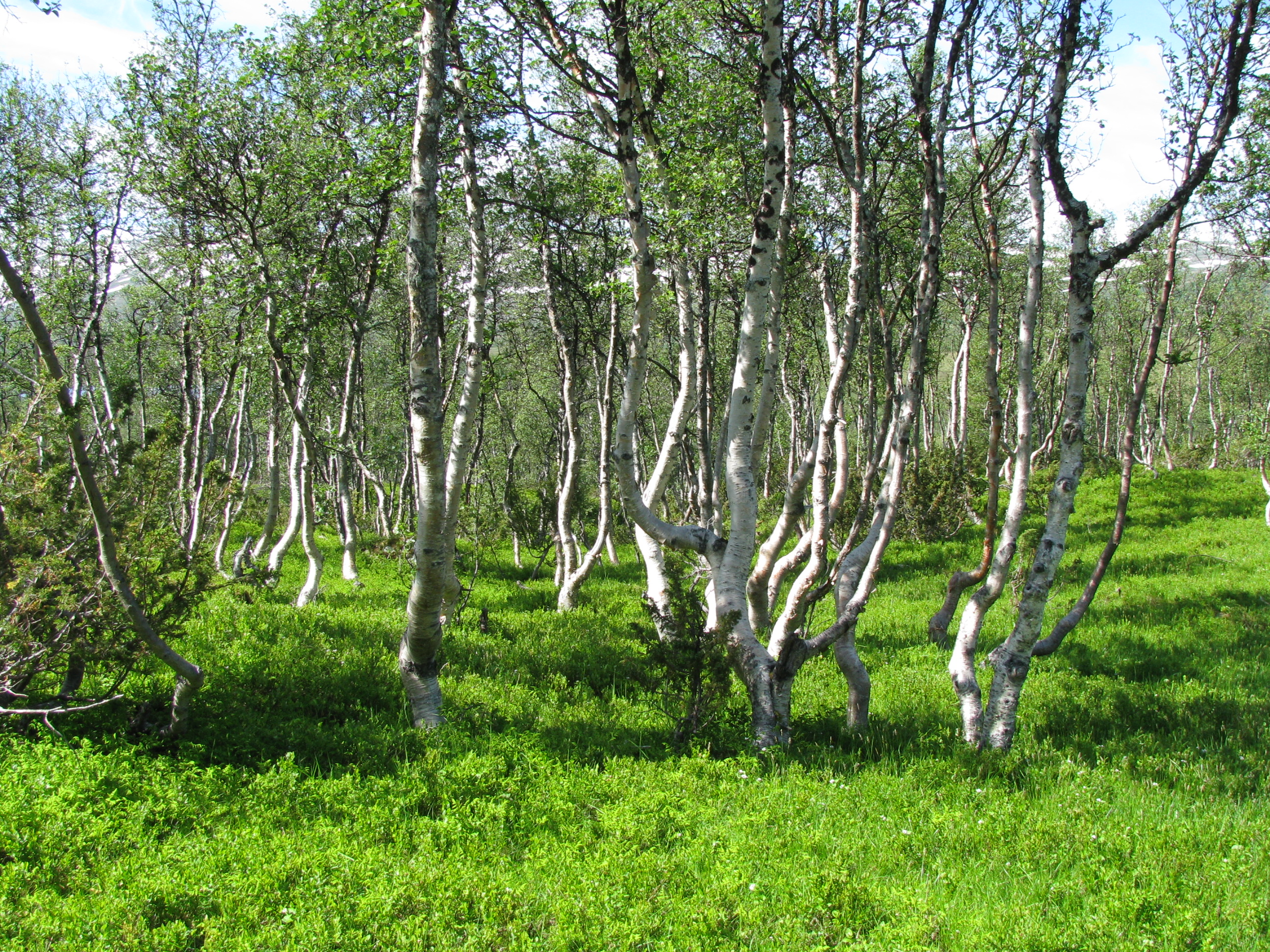
توده‌ای از توس کوهی در حدود 750 متر در ترولهایمن، نمونه‌ای از جنگل‌های زیرآلپی اسکاندیناوی
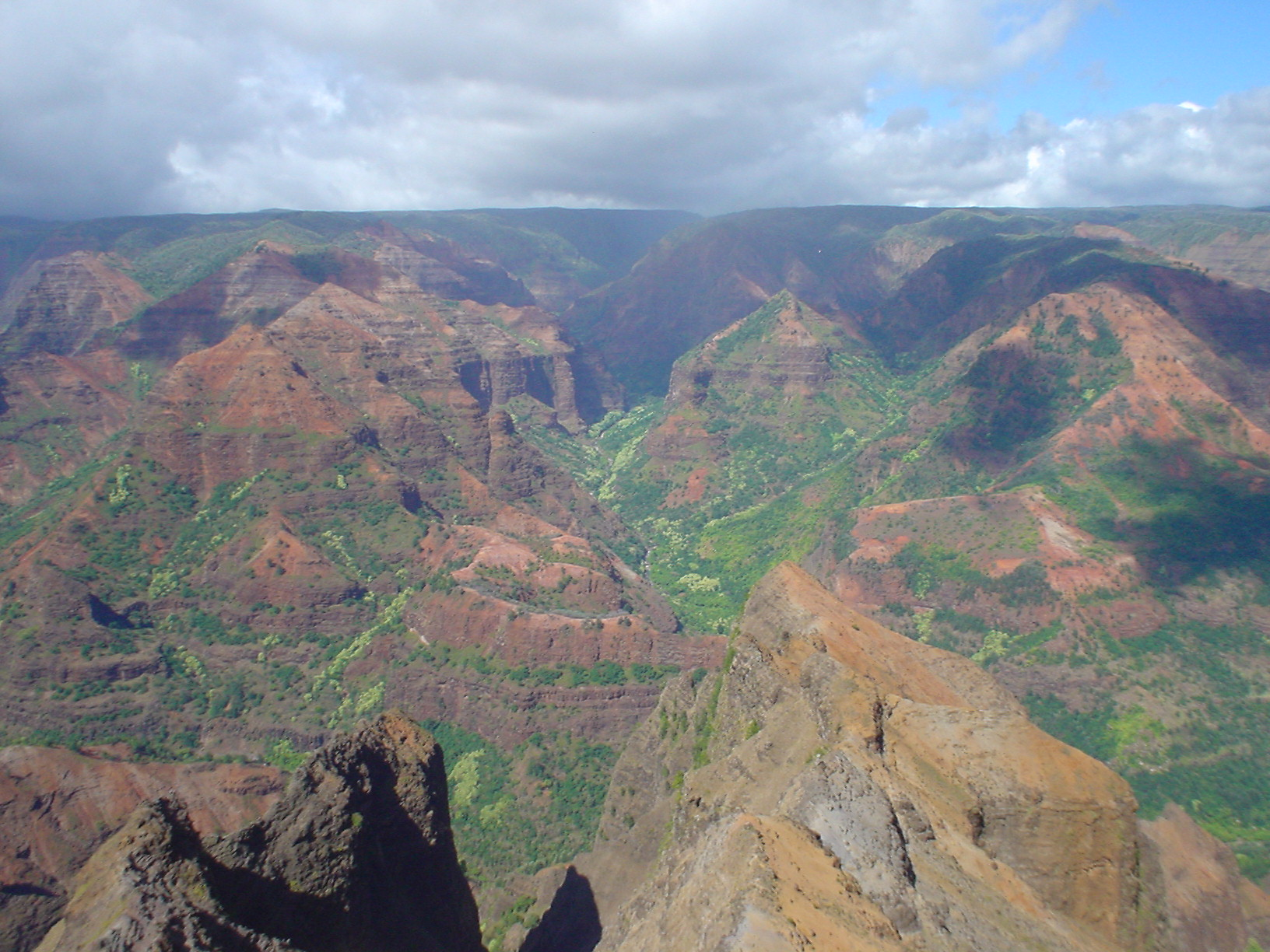
Waimea Canyon ، هاوایی به دلیل پوشش گیاهی کوهستانی خود شناخته شده‌است.
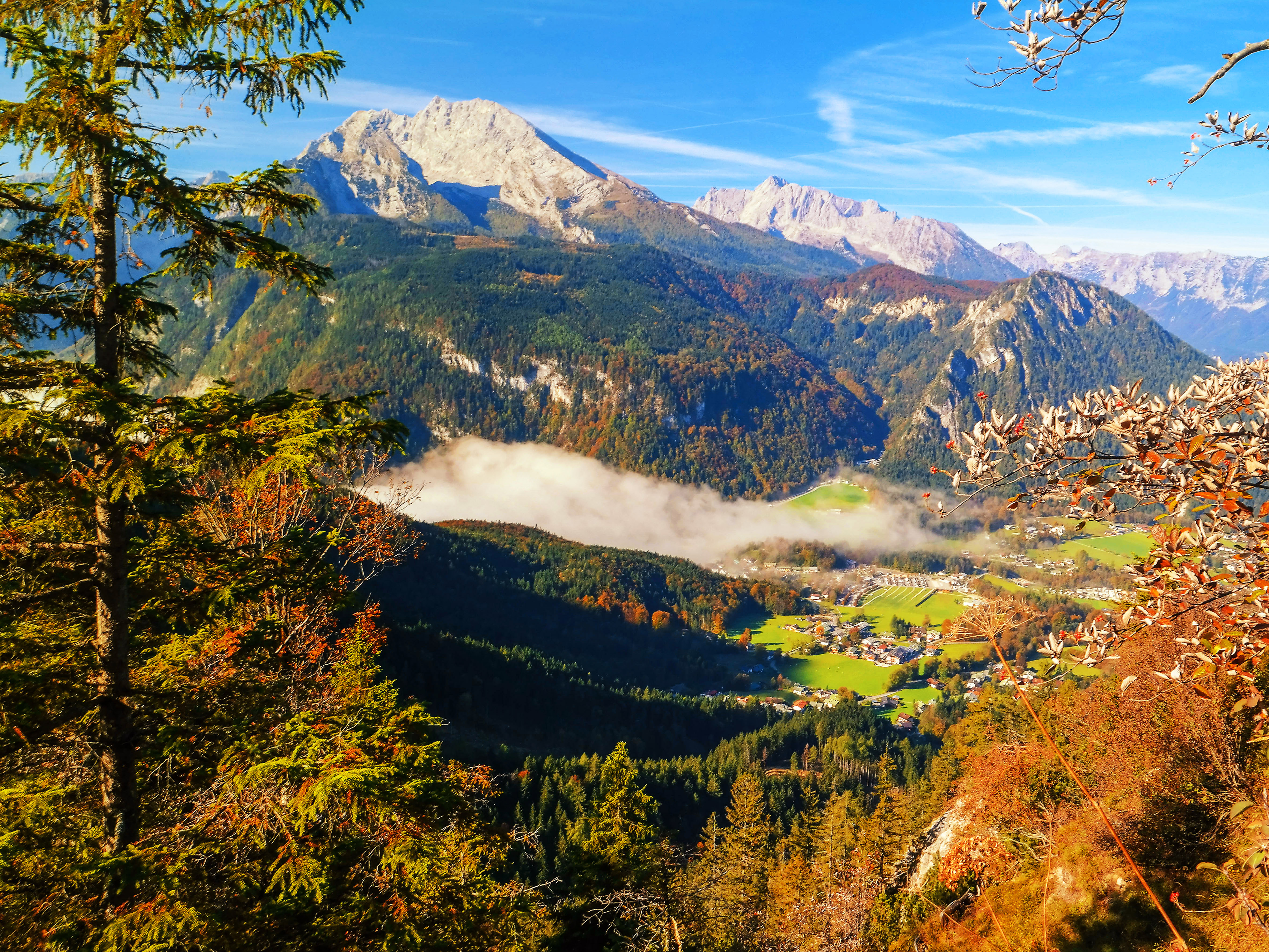
جنگل معتدل کوهستانی در باواریا، آلمان
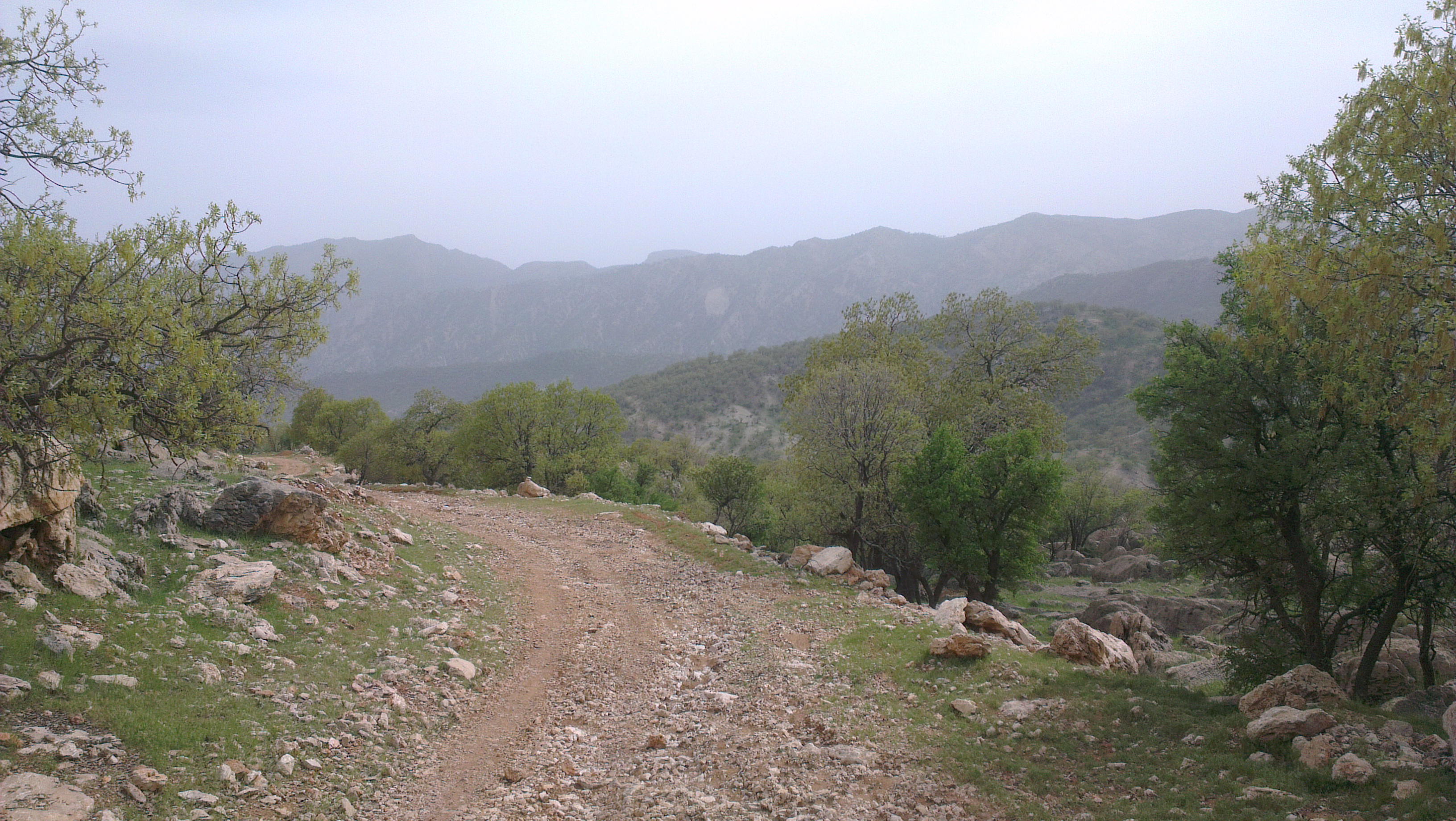
درختچه بلوط ایرانی در رشته کوه‌های زاگرس
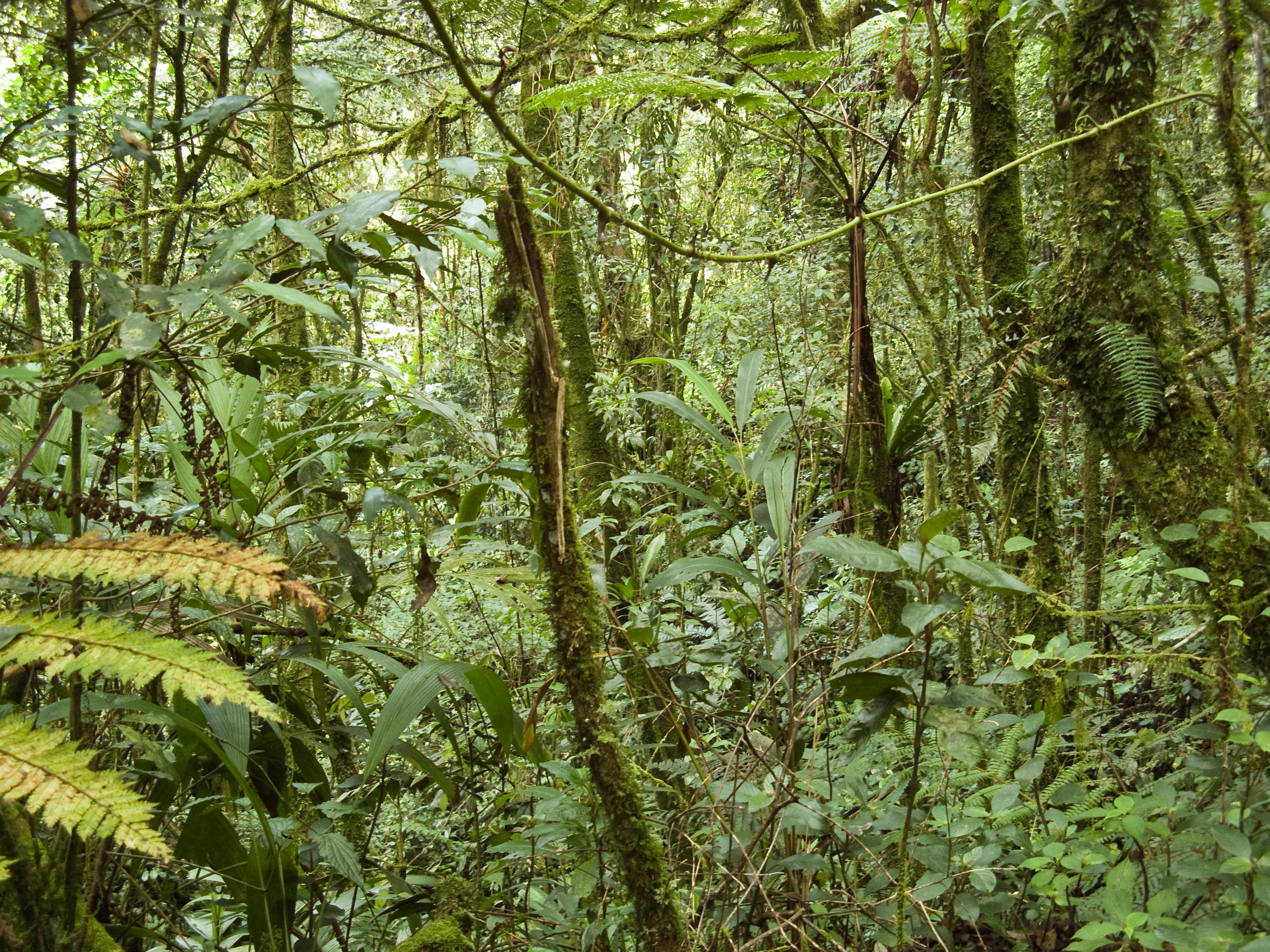
جنگل کوهستانی گرمسیری در حدود 2000 متر در مالزی
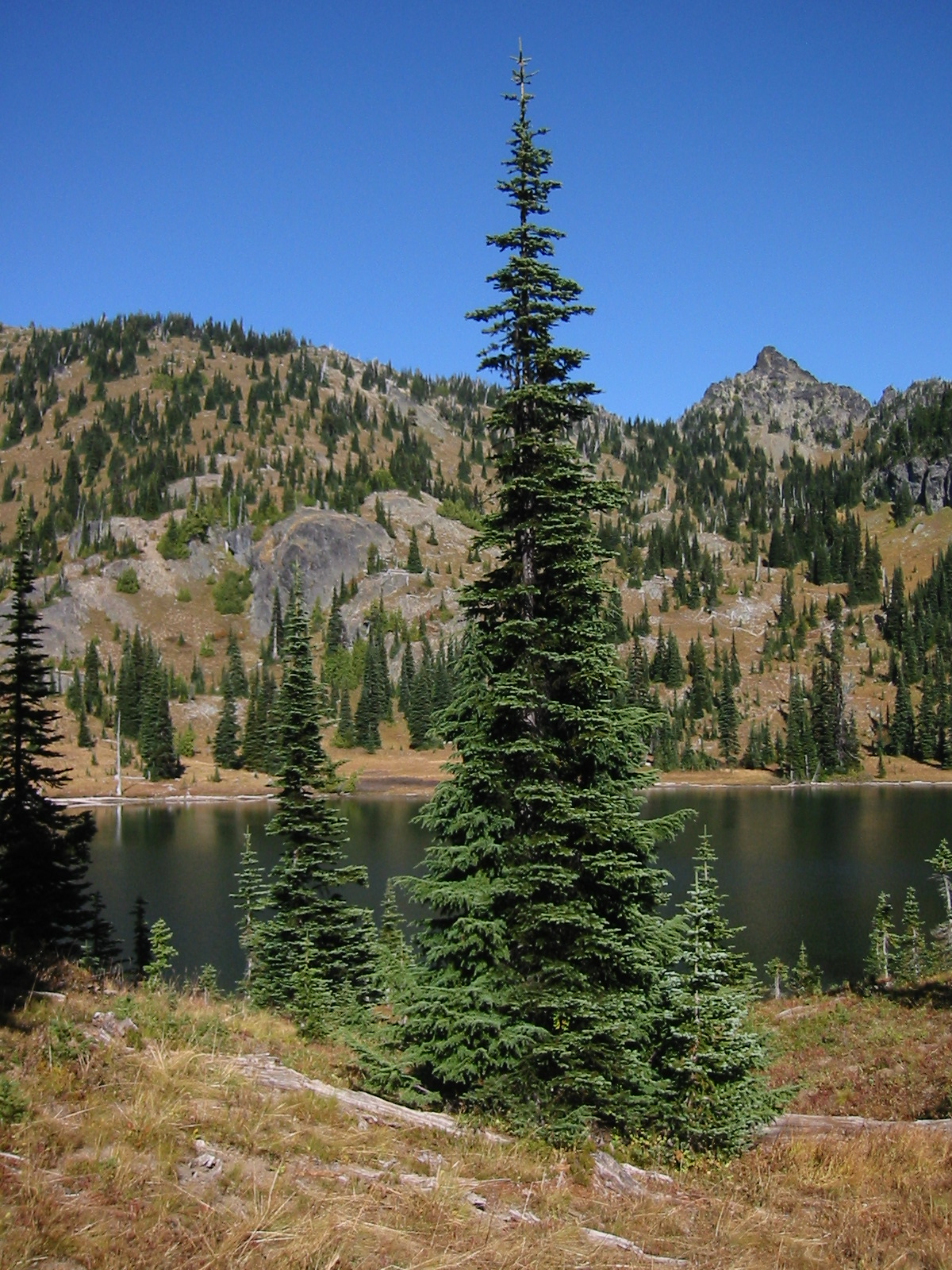
صنوبر زیر آلپ در پارک ملی کوه رینیر، واشنگتن، ایالات متحده
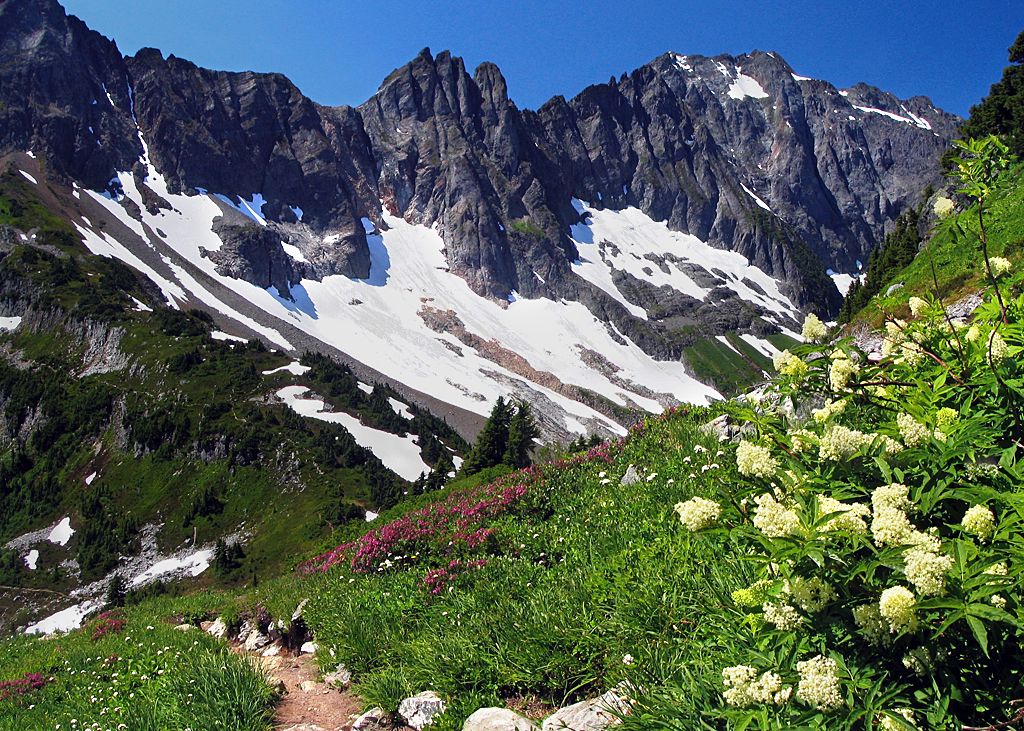
گیاهان آلپ در نزدیکی گذرگاه آبشار
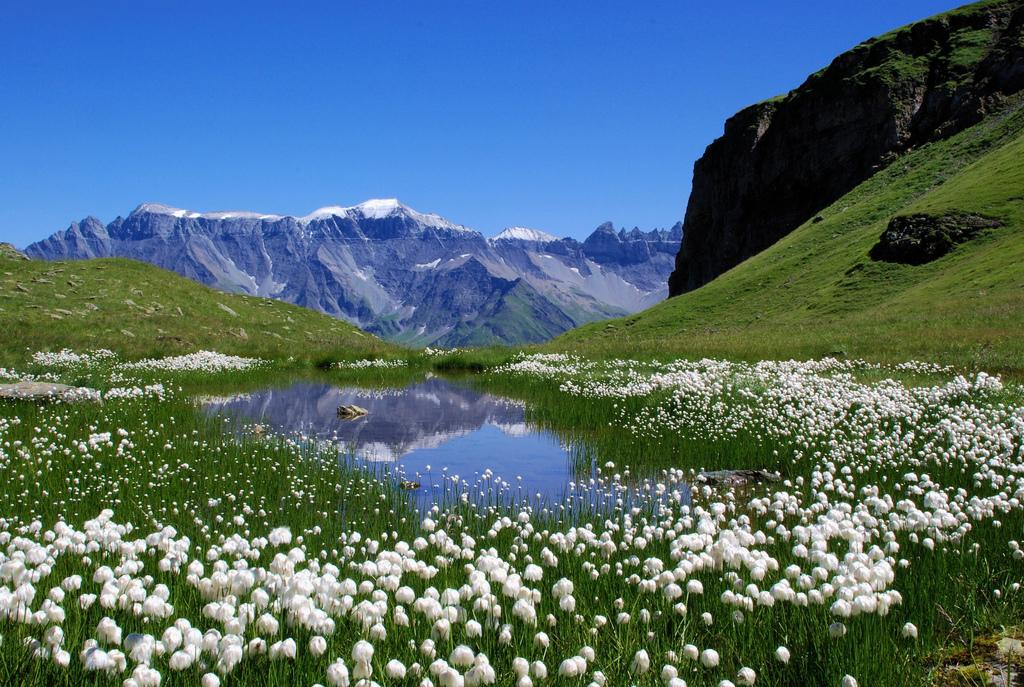
دریاچه کوهستانی در کوه‌های آلپ سوئیس
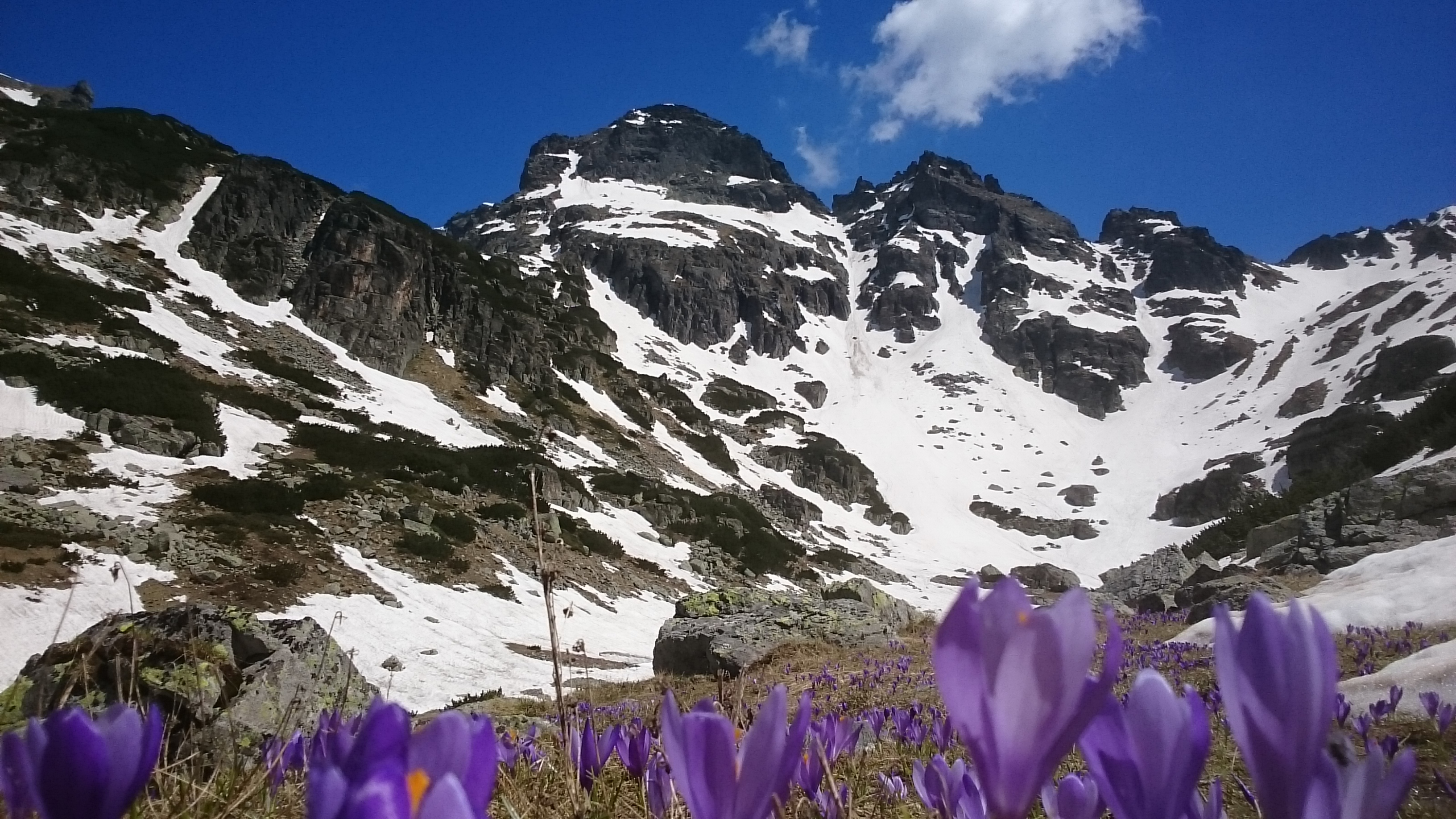
منظره آلپ در زیر قله مالیویتسا، کوه ریلا ، بلغارستان